# Porumbelul (film)
Porumbelul  (în engleză The Dove) este un film dramatic american, realizat în 1974 de regizorul Charles Jarrott, după romanul Dove al scriitorului Robin Lee Graham, protagoniști fiind actorii Joseph Bottoms, Deborah Raffin, John McLiam și Dabney Coleman. 
Producătorul filmului a fost Gregory Peck, acesta fiind cel de-al treilea și ultimul film pe care l-a produs.
Se bazează pe experiențele reale de viață ale adolescentului Robin Lee Graham, care a petrecut cinci ani navigând în întreaga lume ca navigator solitar, începând de la vârsta de 16 ani. Povestea este adaptată din Dove (1972), carte pe care Graham a scris-o împreună cu Derek L. T. Gill, despre experiențele sale de călător solitar pe mare.
Filmul a avut un buget de 2 milioane de dolari americani.

## Conținut
Robin Lee Graham, este un adolescent de 16 ani, care navighează într-un velier sloop de 24 de picioare ( 7 metri), numit Dove (în engleză porumbel), în încercarea de a fi cea mai tânără persoană care să circumnavigheze singur în jurul lumii. Plănuise această călătorie de câțiva ani, împreună cu tatăl său Lyle Graham, care era marinar.
Într-una din opririle sale după ce a navigat traversând Pacificul, se întâlnește și se îndrăgostește de simpatica și atrăgătoarea Patti Ratteree. După mai multe tachinări, Patti se decide să-l întâlnească pe Robin, pe parcursul lungului său drum. Astfel călătorind cu avionul, îl întâlnește în Fiji, Australia, Mozambic, Africa de Sud, Panama și Insulele Galápagos.
În timp ce călătorește peste mări și țări, Graham trăiește o mulțime de aventuri pe mare și pe uscat, maturizându-se tot mai mult. Graham găsește călătoria o experiență unică, mai ales când rămâne fără combustibil iar vântul moare în plină mare deschisă, aproape două săptămâni neputând să se miște din loc cu ambarcațiunea sa. La un moment dat, el vrea să renunțe la voiaj, dar Patti (acum proaspăta sa soție) și tatăl său îl încurajează să continue. La finalul filmului, Graham navighează spre intrarea în portul Los Angeles, aclamat de mulțimea care îl întâmpină, bucuroasă de reușita lui.

## Distribuție
- Joseph Bottoms – Robin Lee Graham
- Deborah Raffin – Patti Ratteree
- John McLiam – Lyle Graham, tatăl lui Robin
- Dabney Coleman – Charles Huntley
- John Anderson – Mike Turk
- Colby Chester – Tom Barkley
- Ivor Barry – Kenniston
- Setoki Ceinaturoga – Young Fijian
- Reverend Nikula – ministrul
- Apenisa Naigulevu – căpitanul vasului de croazieră
- John Meillon – Tim
- Gordon Glenwright – Darwin Harbour Master
- Garth Meade – angajatul vămii Sud Africane
- Peter Gwynne – Fred C. Pearson
- Cecily Polson – dna. Castaldi

## Premii și nominalizări
- 1975 Globul de Aur: Cel mai bun actor debutant, pentru Joseph Bottoms;
- 1975 Nominalizare la Globul de Aur: Cea mai bună melodie originală, John Barry (compozitor) și Don Black (textier); pentru cântecul "Sail the Summer Winds";